# Phidippus carolinensis
Phidippus carolinensis là một loài nhện trong họ Salticidae.
Loài này thuộc chi Phidippus. Phidippus carolinensis được Elizabeth Maria Gifford Peckham & George William Peckham miêu tả năm 1909.